# Black Kettle National Grassland
Das Black Kettle National Grassland ist ein United States National Grassland in den US-Bundesstaaten Oklahoma und Texas. Es befindet sich in Oklahoma im Roger Mills County und in Texas im Hemphill County und umfasst insgesamt 12.661 Hektar (126,61 km²), von denen 12.430 Hektar in Oklahoma liegen.
Das nach dem Indianerhäuptling Black Kettle benannte Grasland gehört zum Cibola National Forest, der auch das Rita Blanca National Grassland und das McClellan Creek National Grassland verwaltet.

## Beschreibung
Das National Grassland besteht aus etwa 100 Landstücken, die mit Ranchland in Privatbesitz durchzogen sind. Es befindet sich in der Mischgrasprärie. Das Gelände ist durch sandige und rote Schiefer-Hügel zusätzlich zu Grasland und Eichengebüsch gekennzeichnet. Die Bachtäler sind mit Pappeln, Ulmen und Zürgelbäumen bewachsen. Die Tierwelt umfasst Weißwedelhirsche, Truthähne und Wachteln. Der Washita River fließt durch das Grasland. Er ist hier in der Nähe seines Oberlaufs ein kleiner Bach und ist nicht sehr breit und flach. Die nächstgelegene Stadt ist Cheyenne, wo sich der Verwaltungssitz des Schutzgebiets befindet.

## Geschichte

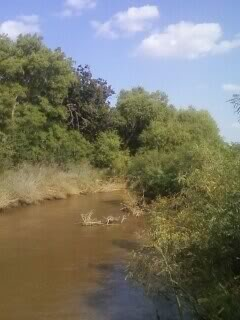
Washita River im Schutzgebiet

Das Black Kettle National Grassland war die Heimat der Comanchen und anderer nomadischer Indianerstämme, die in diesem Gebiet kampierten und jagten, angezogen von genügend Wasser, Holz und Büffelherden. Im Jahr 1868 führte George Armstrong Custer hier einen Angriff auf ein Dorf der Cheyenne an. Das Grasland ist nach Black Kettle benannt, dem Anführer der Südlichen Cheyenne, der auf der Flucht vor dem Angriff im Fluss getötet wurde. Das Gebiet wurde 1867 Teil des Reservats der Cheyenne- und Arapaho-Indianer, aber das vertraglich zugesicherte Land wurde durch mehrere Bundesgesetze wie dem Dawes Act aufgeteilt und verkleinert. Es wurde schließlich 1892 für die private Besiedlung geöffnet. Während einer ungewöhnlich regenreichen Periode konnten die Farmer viele Jahre lang gute Ernten einfahren, bis zur Zeit des Dust Bowl in den 1930er Jahren. Die Regierung kaufte das Land anschließend von bankrotten Farmern auf. 1938 begann der Soil Conservation Service mit der Neubepflanzung und Wiederherstellung und 1960 wurde es als National Grassland ausgewiesen. Das Grasland wird für Erholungszwecke, die Öl- und Gasförderung und als Weideland zur Tierhaltung genutzt.

## Tourismus

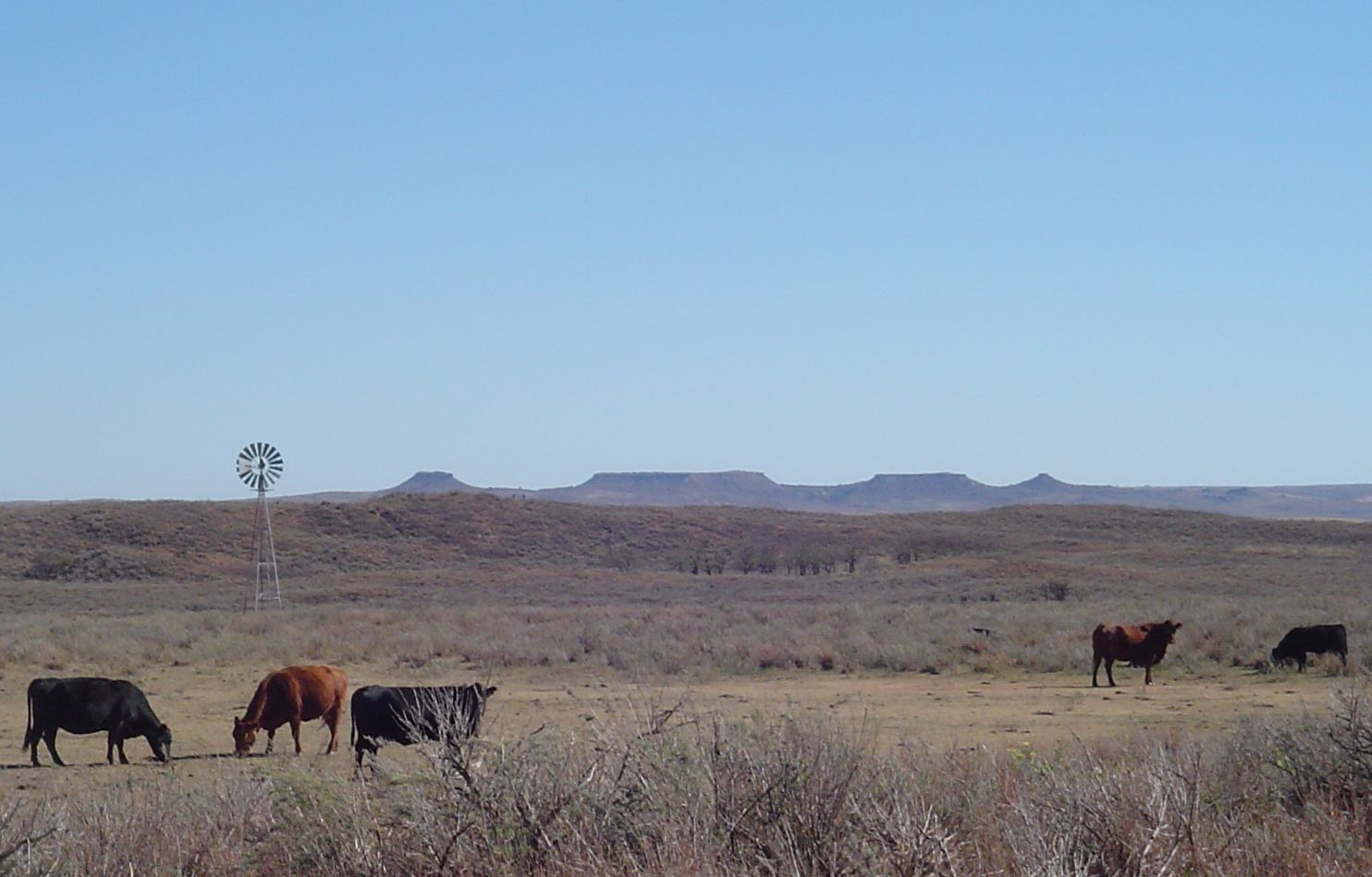
Landschaft der Region, im Hintergrund die Antelope Hills

Es gibt drei erschlossene Naherholungsgebiete in Oklahoma und eines in Texas: der Dead Warrior Lake 18 km nördlich von Cheyenne, der Spring Creek Lake 23 km nördlich von Cheyenne, der Skipout Lake 16 km westlich von Cheyenne und der Lake Marvin in Texas. Alle Seen bieten Möglichkeiten zum Angeln, Picknicken und einfache Campingplätze. Wandern, Wildtierbeobachtung und Jagd sind auf den meisten Flächen der National Grasslands erlaubt.
Die Washita Battlefield National Historic Site befindet sich westlich von Cheyenne und bietet einen 2,4 km langen Wanderweg, ein Besucherzentrum und einen Ausblick auf das Schlachtfeld und das National Grassland.
Nördlich des Graslandes fließt der South Canadian River durch einen steilen und hügeligen Canyon. Auf der nördlichen Seite des Flusses befindet sich die Packsaddle Wildlife Management Area, ein 7956 ha großes Gebiet mit Mischgrasprärie, bewaldetem Flusstälern und roten Sandhügeln. In der Nähe befindet sich das Four Canyon Preserve unter Verwaltung der The Nature Conservancy mit einer Fläche von 1600 Hektar in ähnlichem Terrain. Die Organisation versucht, nicht-einheimische Pflanzenarten aus dem Schutzgebiet auszurotten und den Lebensraum der Prärie für Arten wie das gefährdete Oklahomapräriehuhn zu erhalten.